# Virgulinopsis cubana
Virgulinopsis cubana, jedna od dvije poznate vrste protista ili chromista, koju je opisao (Bermúdez, 1935). Vrsta je pronađena na južnom dijelu Meksičkog zaljeva.
Po nekim izvorima pripada porodici Uvigerinidae, a po drugima u Stainforthiidae,

## Sinonimi
- Bolivina cubana Bermúdez, 1935